# Meneste
Nella mitologia greca,  Meneste  era il nome di un abile guerriero di cui si racconta nella guerra di Troia, scoppiata per colpa del rapimento di Elena, moglie di Menelao un re acheo, effettuato da Paride figlio di Priamo il re di Troia. Tale guerra scoppiata fra i due regni viene raccontata da Omero nell'Iliade

## Il mito
Diomede, al vedere Ettore che incuoteva terrore nei soldati achei decise che doveva stimolare l'esercito, lo fece umilmente come suo solito. Fra i soldati che più percepirono lo spirito che traspirava dalla parole del bravo oratore ci furono Meneste e il suo amico Anchialo.
I due subito salirono su un carro da guerra e si diressero verso il nemico troiano più forte: lo stesso principe, il figlio di Priamo. La battaglia fu tremenda, ma alla fine con le sue armi ebbe la meglio Ettore, i due soldati trovarono la morte per sua mano.

### Fonti
- Omero, Omero, Iliade, libro v, versi 608-609

### Traduzione delle fonti
- Omero, Iliade, quinta edizione, Bergamo, BUR, 2005, ISBN 88-17-17273-1. Traduzione di Giovanni Cerri